# 孩之寶
孩之寶公司（英語：Hasbro, Inc.，Hasbro為創辦人Hassenfeld Brothers之縮寫），簡稱孩之寶，是一家美國的跨國玩具和棋類游戏公司。孩之寶還與探索傳播聯手推出電視節目以推廣其產品。 公司總部位於羅德島州的波塔基特。 其大部分產品在東亞地區製造。其著名產品有地產大亨、龍與地下城等。

## 動畫
在孩之寶推出的動畫之中，比較著名的有：

### 彩虹小馬
自從1983年G1開始播出，G2則是純玩具系列，G3還分成主篇以及G3.5，一直到《友情就是魔法》已出到第4代。原本系列作經常被定型為女童才玩的玩具，國際人氣遠低於變形金剛。但G4《友情就是魔法》之後才有180度大轉變，改變社會對玩具性別定型的刻板印象。

### 變形金剛
從1984年和日本玩具公司TAKARA（タカラ，現‧Takara Tomy）公司合作的玩具系列，推出以來廣受好評，G1結束之後日本推出了本篇續作《頭領戰士》、《勝利》、《獵奪城市Scramble City》、《超神戰士軍》一直到《MasterPiece》，但唯一能跟美國G1連接故事的只有《頭領戰士》。其後G1更被改製為G2（故事被剪過更改）。到了1996~1999年加拿大推出以動物造型作修改的動畫系列《百變金剛》之後仍受青睞。2002年更推出《邪神三部曲Unicron Trilogy》，分別為《微型傳說》、《超能連結》還有《銀河原力》，其中前兩部在日本故事設定在一同時間線，但美國則將銀河原力部分作修改，成為三部有連接的故事，播到2006年結束。2007推出類似真人電影模式《進化版Animated》（原名為Heroes），更在2010年第二集真人電影《墮落者的復仇》之後推出以所有系列作為參考、類似故事、部分造型相同的《領袖之證》，其機器人角色造型都為接近G1、真人電影以及進化版，甚至故事、篇名標題也與過去系列有相同之處。

### 義勇羣英
又稱作特種部隊，80年代最受歡迎的孩之寶動畫，和變形金剛系列齊名，包括至今的「Renegades」和真人電影目前共出到3代。

### 至Q寵物屋
1992~1993年推出的產品，到了2012年推出電視動畫(連同布萊絲)。

## 玩具
孩之寶旗下有多個品牌，分別推出針對不同對象的產品。其中比較著名的有：
- Playskool
- Milton Bradley
- Parker Brothers
- Nerf
- 神奇寶貝
- 变形金刚
- 彩虹小馬
- 爆旋陀螺

孩之寶給人的印象不是單一的獨立品牌。因為產品除了以孩之寶的名義推出，也屬於它旗下的品牌。例如妙探尋兇是Parker Brother推出的图版游戏，但同時也是孩之寶的產品。以下是一些孩之寶著名的玩具產品：
- Easy-Bake Oven
- 特種部隊（G.I. Joe）
- Lincoln Logs
- Lite-Brite
- 蛋頭先生（Mr. Potato Head）
- 培樂多（Play-Doh）
- Tinker Toys
- 布萊絲（B女）及其延伸玩具，至Q寵物屋（Littlest Pet Shop）
- 草莓甜心（Strawberry Shortcake）

## 遊戲
孩之寶是世界上最大的图版游戏製造商(2004年)。旗下有多個品牌，如Parker Brothers、 Milton Bradley及Wizards of the Coast。除了最受歡迎的图版游戏地產大亨外，以下是一些孩之寶受大眾歡迎及暢銷的游戏：
- Battleship
- Candy Land
- 妙探尋兇 (Clue / Cluedo)
- 生命之旅 (The Game of Life)
- 魔法風雲會 (Magic: The Gathering)
- 龍與地下城 (Dungeons & Dragons)
- 猜猜畫畫 (Pictionary)
- 戰國風雲 (Risk)
- Scrabble
- Trivial Pursuit

孩之寶也製造發行許多其產品線中的改版作品。比如在其原版本的Scrabble拼字遊戲之上，尚有Screbble豪華版、Scrabble豪華旅遊版以及Screbble青年版。這些產品還不包含所有孩之寶每年所發行的"週年紀念版"。
許多孩之寶的玩具由於長時間受到歡迎，甚至可被視為是大眾文化。

## 電子遊戲
孩之寶在1990年代曾短期投資成立孩之寶互動（Hasbro Interactive）。目前，孩之寶多透過第三方電玩製造商，在其產品線中取得授權後，策略開發電子遊戲。

## 主題館
大富翁夢想世界(香港)是全球首間大富翁的主題館，座落於「大富翁：香港版」地位超然、地價最高的「地王」— 香港太平山頂（山頂廣場3樓），於2019年開幕，成為香港及全球嶄新旅遊景點之一。另外，公司計劃於2030在澳洲開幕。

## 相關
- 美泰兒
- 樂高

## 外部連結
- 孩之寶官方網頁（页面存档备份，存于）（英文）
- 孩之宝中国大陆官方网站（页面存档备份，存于）（简体中文）
- 孩之寶台灣官方網站（页面存档备份，存于）（繁體中文）